# Tricyrtis hirta
Espèce
Classification phylogénétique
Tricyrtis hirta est une espèce de plantes de la famille des Liliacées originaires d'Asie (Japon).
Comme les espèces de ce genre, cette plante est souvent dénommée Lis crapaud.

## Description[1]
Tricyrtis hirta est une plante herbacée pérenne pouvant atteindre 80 cm de haut.
La tige florale est souple ou pendante. Les fleurs sont axillaires pour la plupart des tiges. La floraison dure tout l'été : de mai à septembre.
Comme pour le genre, la fleur est composée de six sépales : trois extérieurs avec sept nervures, trois intérieurs avec cinq nervures.
Elle porte six étamines. Son pistil, triloculaire, tubulaire, est profondément divisé à sa moitié supérieure où chaque partie est perpendiculaire à l'axe du pistil sur une importante longueur (du tiers à la moitié de la longueur totale du pistil) et avec l'extrémité recourbée.
Les graines, noir-pourpre, nombreuses par locule, sont de petite taille et aplaties.
À l'identique de tout le genre, elle compte 2 × n = 26 chromosomes.

## Distribution
Comme les espèces du genre, Tricyrtis hirta est originaire d'Asie, en particulier du Japon. Sa large utilisation ornementale l'a répandue à l'ensemble des pays à climat tempéré, en particulier en France.
Elle affectionne les terrains humides ombragés.

## Historique et position taxinomique
Un échantillon en provenance du Japon est décrit en 1784 par Carl Peter Thunberg sous le nom de Uvularia hirta. L'épithète spécifique hirta - velu, hérissé - fait référence à la forte pilosité de la plante.
En 1863, William Jackson Hooker, avec un nouvel échantillon envoyé du Japon par Robert Fortune, fait le lien avec la plante décrite par Carl Peter Thunberg et la place dans le genre Tricyrtis : Tricyrtis hirta (Thunb.) Hook..
En 1891, Carl Ernst Otto Kuntze se remémore la description du genre Compsoa par David Don, constate l'antériorité de cette dénomination sur celle de Nathaniel Wallich et donc la renomme Compsoa hirta (Thunb.) Kuntze.
Une synonymie assez importante affecte cette espèce :
- Compsoa hirta (Thunb.) Kuntze (1891)
- Tricyrtis japonica Miq. (1868)
- Uvularia hirta Thunb. (1784)

Par ailleurs, plusieurs variétés botaniques sont reconnues :
- Tricyrtis hirta fo. albescens (Makino) Hiyama (1953)
- Tricyrtis hirta var. albescens Makino (1932) : voir Tricyrtis hirta fo. albescens (Makino) Hiyama
- Tricyrtis hirta fo. atropurpurea Hisauti (1966)
- Tricyrtis hirta var. masamunei (Makino) Masam. (1930)
- Tricyrtis hirta var. minor Honda (1930)
- Tricyrtis hirta fo. nivea Hiyama (1953)
- Tricyrtis hirta var. parviflora (Dammer) Masam. (1930) : voir Tricyrtis affinis Makino
- Tricyrtis hirta var. ramosissima Honda (1932)
- Tricyrtis hirta var. saxicola Honda (1931)

## Utilisation
Une utilisation alimentaire des feuilles est signalée.
Mais c'est surtout en horticulture ornementale, pour la qualité de sa floraison et son adaptation aux situations ombragées, que cette espèce est utilisée. De nombreuses variétés horticoles sont maintenant disponibles dont :
- Tricyrtis hirta 'Alba'
- Tricyrtis hirta 'Albomarginata'
- Tricyrtis hirta 'Ikura'
- Tricyrtis hirta 'miyazaki'
- Tricyrtis hirta 'Orihime'
- Tricyrtis hirta 'Shikin'
- Tricyrtis hirta 'Tojen'
- Tricyrtis hirta 'Variegata'

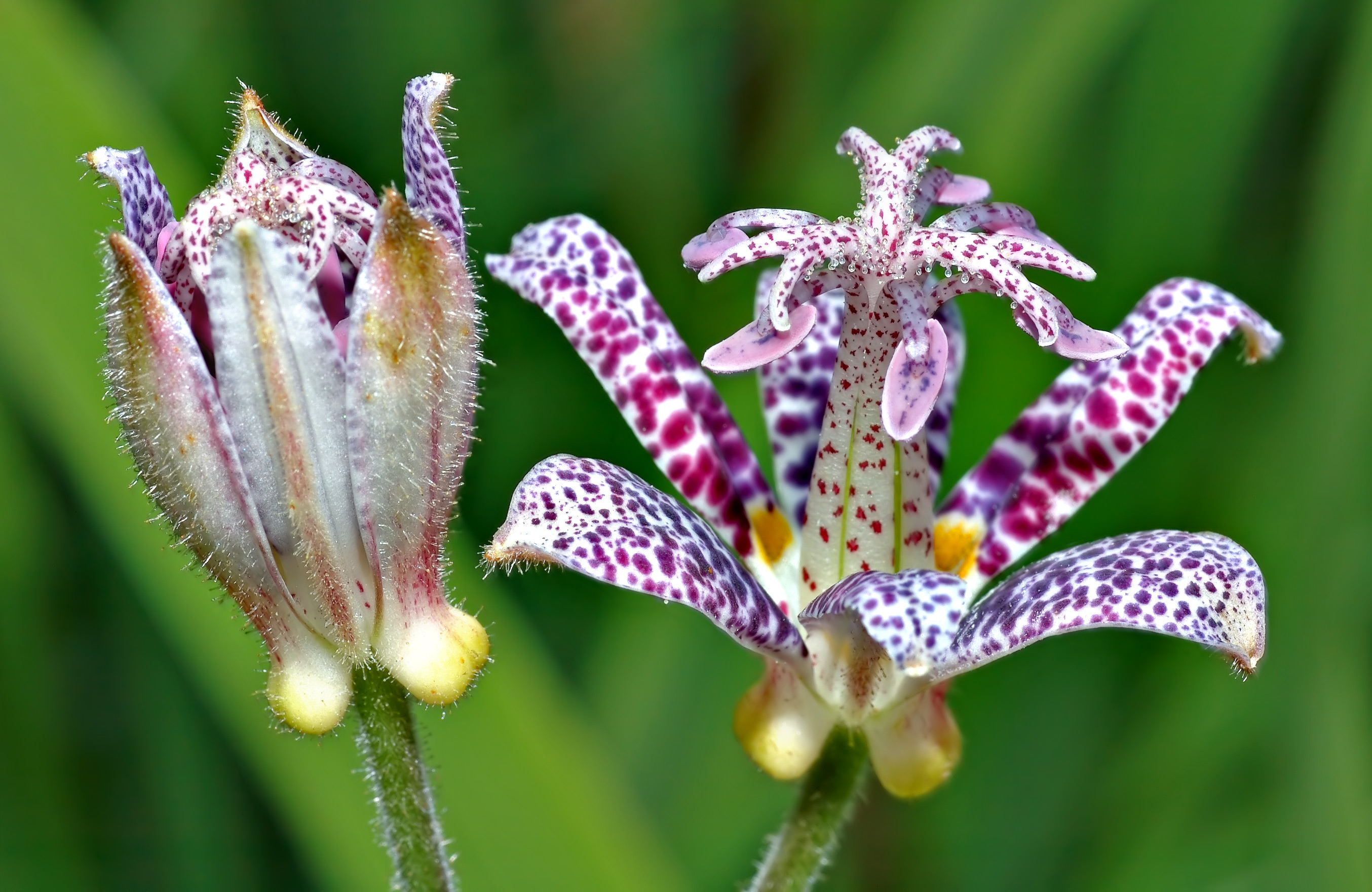
Fleurs
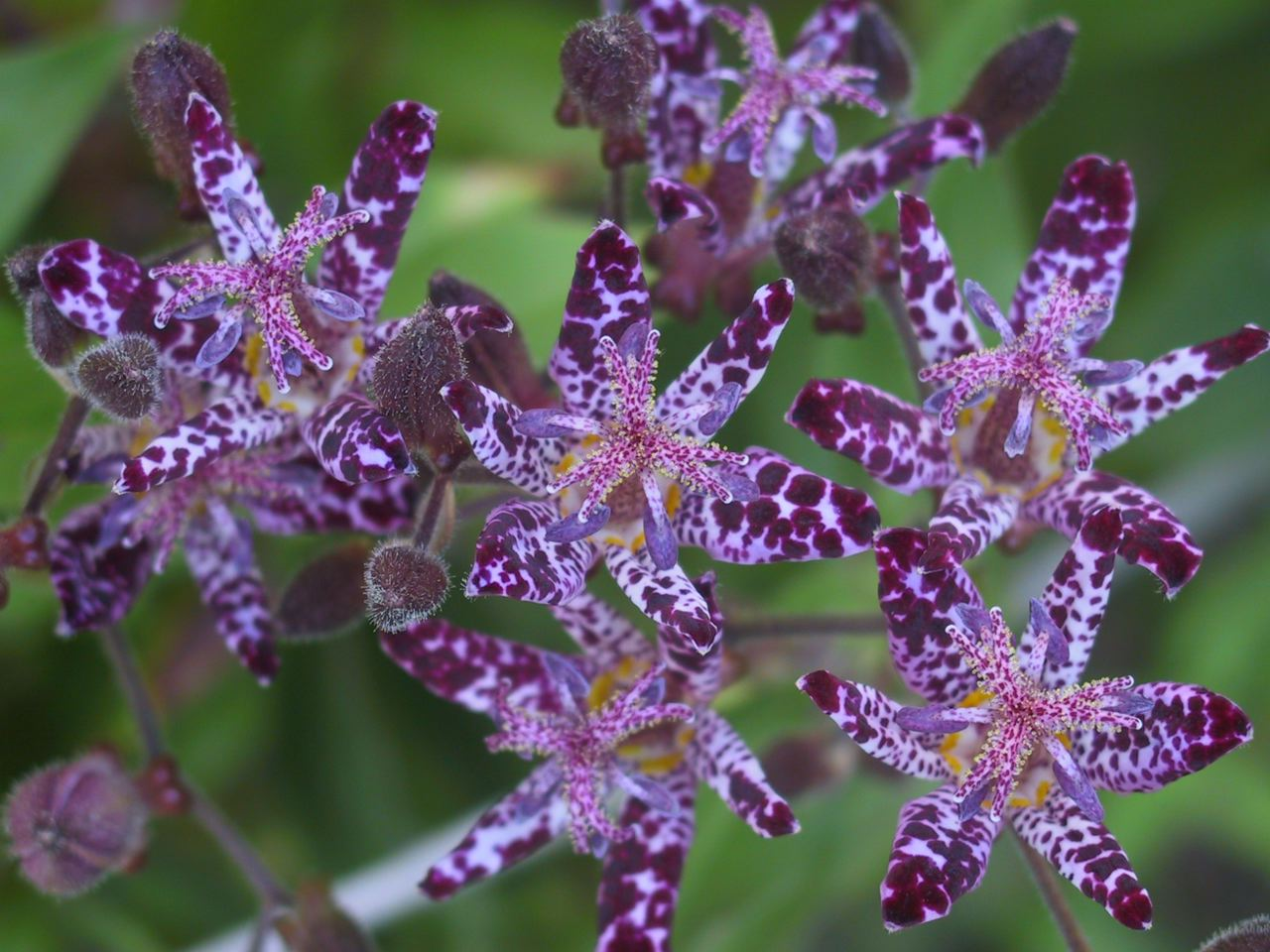
Fleurs
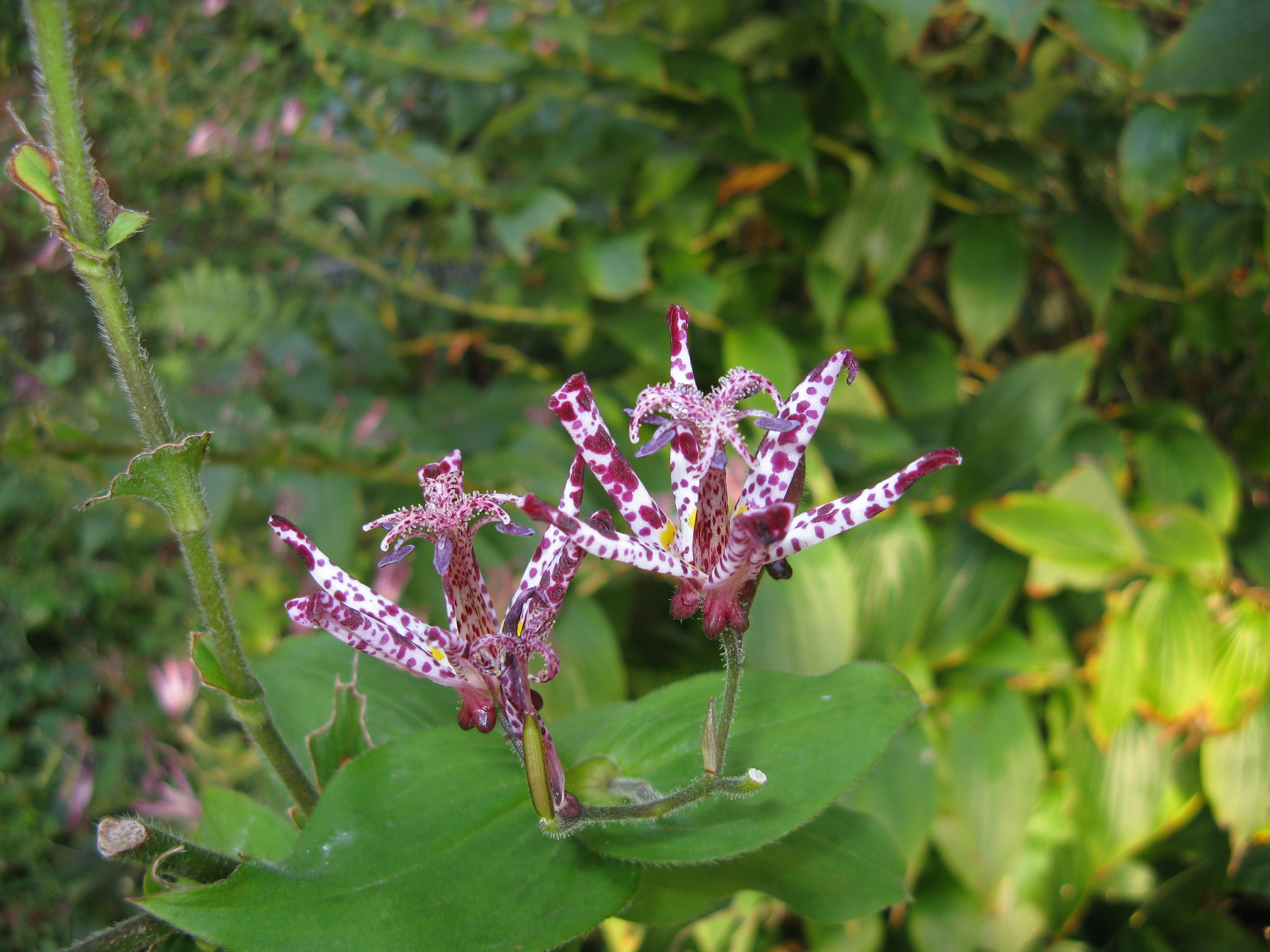
Fleurs
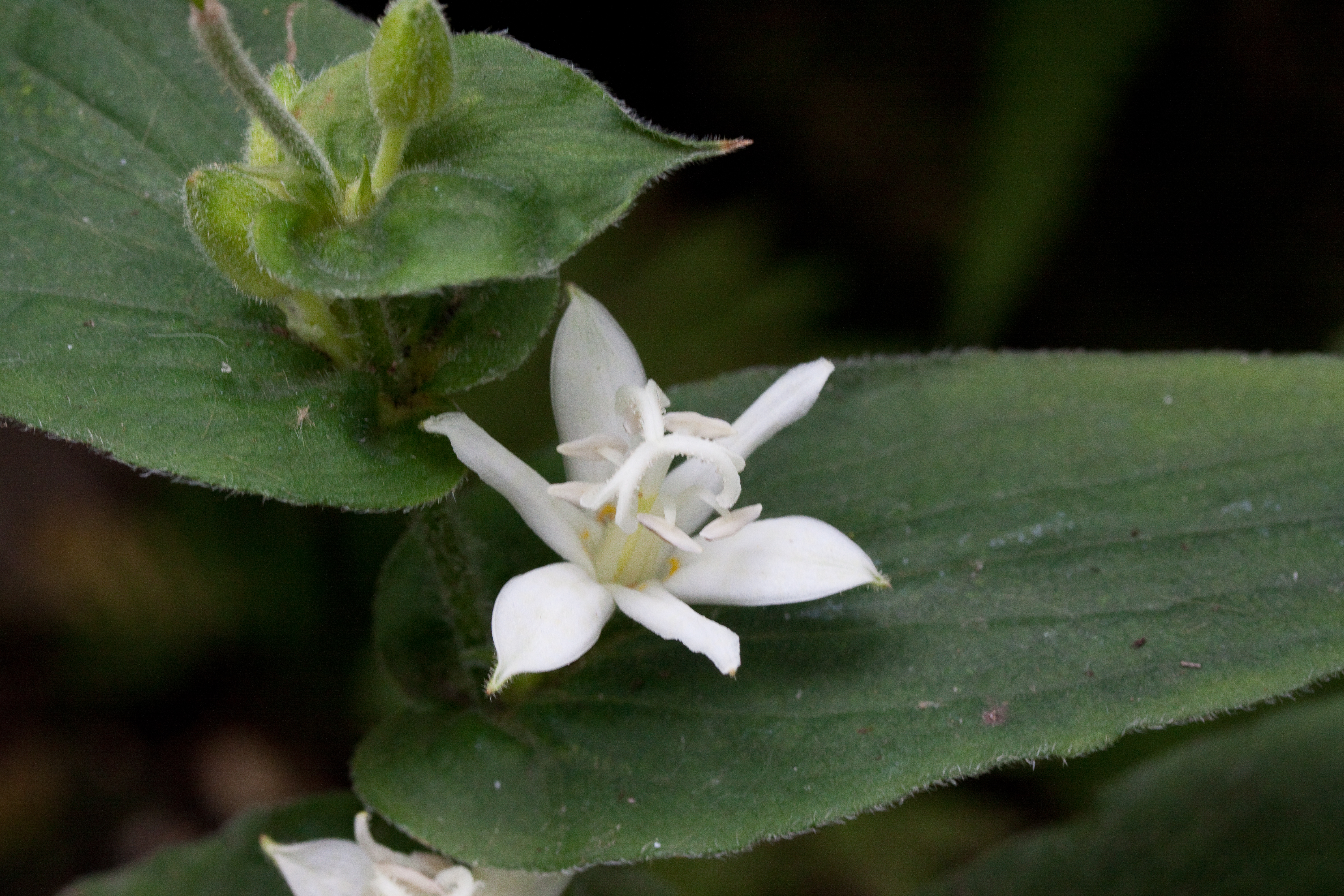
Fleurs (variété 'Alba')
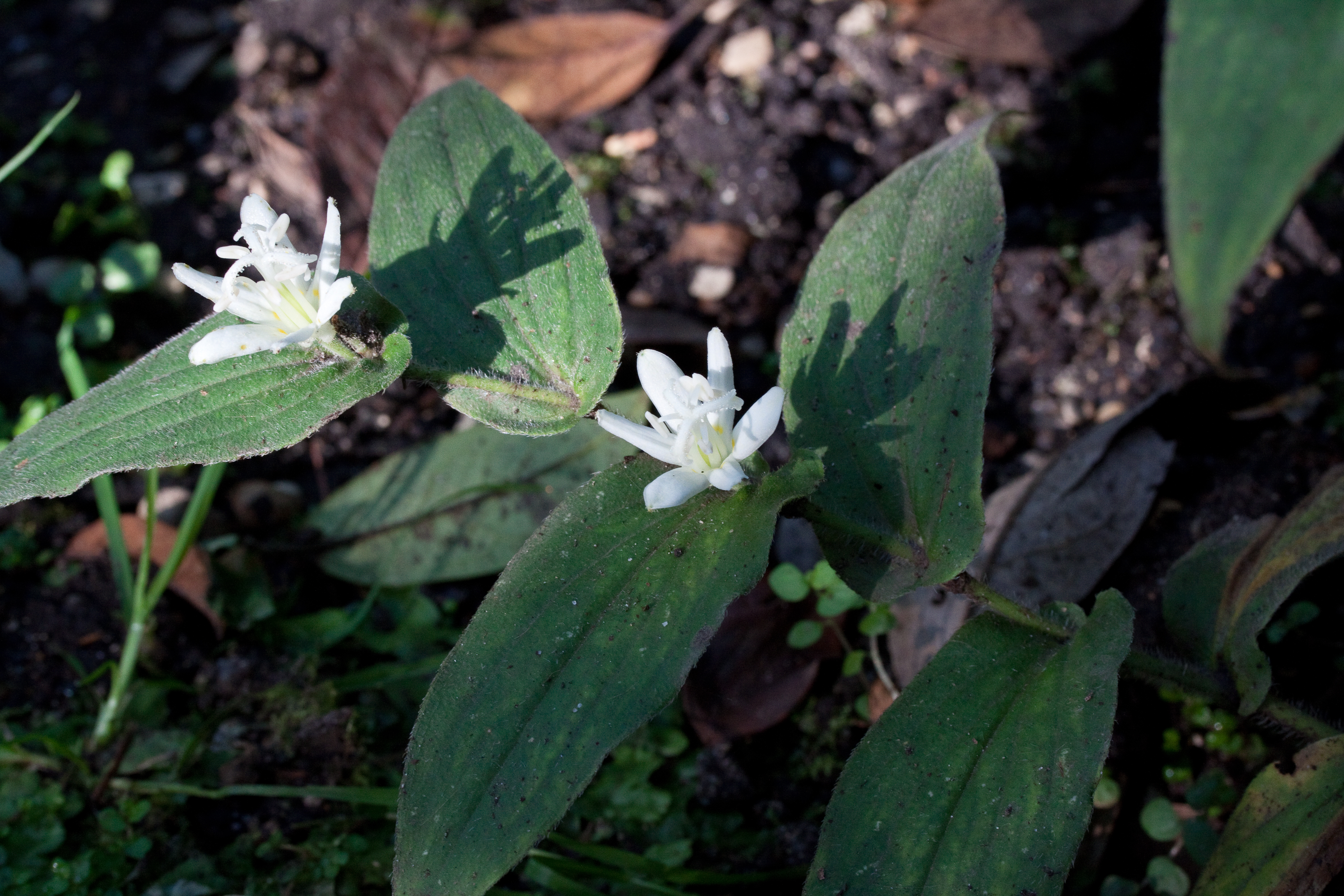
Fleurs (variété 'Alba')